# Landtagswahlkreis Köln II
Der Landtagswahlkreis Köln II ist einer von sieben Kölner Wahlkreisen für die Landtagswahlen in Nordrhein-Westfalen. Er umfasst den Stadtbezirk Lindenthal, mit Ausnahme der drei Stimmbezirke 30501, 30401 und 30402 des Stadtteils Braunsfeld – diese wechselten vor der Landtagswahl 2022 zum Wahlkreis Köln III.
Bei seiner Gründung 1980 umfasste der Wahlkreis Köln II den Stadtbezirk Rodenkirchen, später kamen noch Teile des Stadtteils Neustadt-Süd hinzu, welcher zum Stadtbezirk Innenstadt gehört. Rodenkirchen und Neustadt-Süd bilden nunmehr den Landtagswahlkreis Köln I. Der Stadtbezirk Lindenthal wurde bis 2000 vom Landtagswahlkreis Köln III abgedeckt.

## Landtagswahl 2022
Die Landtagswahl in Nordrhein-Westfalen 2022 fand am Sonntag, dem 15. Mai 2022, statt. Frank Jablonski gewann als erster Politiker der Grünen den Wahlkreis direkt, Bernd Petelkau (CDU) dagegen schied nach fünf Jahren als Wahlkreis-Abgeordneter wieder aus dem Parlament aus.
| Gegenstand der Nachweisung | Gegenstand der Nachweisung | Erst- stimmen | Erst- stimmen | Zweit- stimmen | Zweit- stimmen |
| Bewerber                   | Partei                     | Anzahl        | %             | Anzahl         | %              |
| -------------------------- | -------------------------- | ------------- | ------------- | -------------- | -------------- |
| Wahlberechtigte            | Wahlberechtigte            | 111 406       | 100           | 111 406        | 100            |
| Wähler                     | Wähler                     | 76 693        | 68,8          | 76 693         | 68,8           |
| Ungültige Stimmen          | Ungültige Stimmen          | 512           | 0,7           | 202            | 0,3            |
| Gültige Stimmen            | Gültige Stimmen            | 76 181        | 100           | 76 491         | 100            |
| davon                      |                            |               |               |                |                |
| Bernd Petelkau             | CDU                        | 19 348        | 25,4          | 21 576         | 28,2           |
| Lisa Steinmann             | SPD                        | 15 360        | 20,2          | 14 085         | 18,4           |
| Eva Maria Ritter           | FDP                        | 6 661         | 8,7           | 6 199          | 8,1            |
| Heribert Ferdinand         | AfD                        | 1 705         | 2,2           | 1 622          | 2,1            |
| Frank Jablonski            | GRÜNE                      | 27 348        | 35,9          | 25 893         | 33,9           |
| Carolin Butterwegge        | DIE LINKE                  | 2 709         | 3,6           | 1 992          | 2,6            |
|                            | PIRATEN                    | –             | –             | 126            | 0,2            |
| Judit Géczi                | Die PARTEI                 | 1 225         | 1,6           | 705            | 0,9            |
|                            | FREIE WÄHLER               | –             | –             | 325            | 0,4            |
|                            | BIG                        | –             | –             | 31             | 0              |
|                            | ÖDP                        | –             | –             | 118            | 0,2            |
|                            | Volksabstimmung            | –             | –             | 37             | 0              |
|                            | MLPD                       | –             | –             | 26             | 0              |
|                            | DIE VIOLETTEN              | –             | –             | 24             | 0              |
|                            | Gesundheitsforschung       | –             | –             | 38             | 0              |
|                            | ZENTRUM                    | –             | –             | 29             | 0              |
|                            | DKP                        | –             | –             | 20             | 0              |
|                            | dieBasis                   | –             | –             | 468            | 0,6            |
|                            | DSP                        | –             | –             | 41             | 0,1            |
|                            | du.                        | –             | –             | 135            | 0,2            |
|                            | LIEBE                      | –             | –             | 35             | 0              |
|                            | FAMILIE                    | –             | –             | 54             | 0,1            |
|                            | neo                        | –             | –             | 12             | 0              |
|                            | Die Humanisten             | –             | –             | 125            | 0,2            |
|                            | PdF                        | –             | –             | 92             | 0,1            |
|                            | LfK                        | –             | –             | 43             | 0,1            |
| Tanja Eichler              | Tierschutzpartei           | 512           | 0,7           | 545            | 0,7            |
|                            | Team Todenhöfer            | –             | –             | 147            | 0,2            |
| Lisa Hanna Gerlach         | Volt                       | 1 313         | 1,7           | 1 948          | 2,5            |

## Landtagswahl 2017
Wahltag zur Landtagswahl in Nordrhein-Westfalen 2017 ist Sonntag, der 14. Mai 2017. Im Wahlkreis waren 113.432 Bürger wahlberechtigt. Das endgültige Wahlergebnis lautet wie folgt:
| Direktkandidat      | Partei  | Erststimmen in % | Zweitstimmen in % |
| ------------------- | ------- | ---------------- | ----------------- |
| Lisa Steinmann      | SPD     | 29,0             | 23,8              |
| Bernd Petelkau      | CDU     | 37,0             | 30,8              |
| Frank Jablonski     | GRÜNE   | 10,7             | 12,7              |
| Katja Hoyer         | FDP     | 10,9             | 18,4              |
| Lisa Hanna Gerlach  | PIRATEN | 0,9              | 0,8               |
| Carolin Butterwegge | LINKE   | 6,8              | 6,7               |
| Roger Beckamp       | AfD     | 3,2              | 3,8               |
| Andere              | Andere  | 1,4              | 2,9               |

Neben dem Wahlkreissieger Bernd Petelkau von der CDU, der der SPD das Direktmandat nach fünf Jahren wieder abnehmen konnte, wurde der AfD-Kandidat Rober Beckamp über Platz zwei der Landesliste seiner Partei in den Landtag gewählt. Die bisherige Wahlkreisabgeordnete Lisa Steinmann (SPD) schied aus dem Landtag aus, da ihr Landeslistenplatz 53 nicht für ein Mandat ausreichte.

## Landtagswahl 2012
Die Wahlbeteiligung bei der Wahl am 13. Mai 2012 betrug 69,1 %.
| Direktkandidat      | Partei  | Erststimmen in % | Zweitstimmen in % |
| ------------------- | ------- | ---------------- | ----------------- |
| Lisa Steinmann      | SPD     | 35,9             | 30,2              |
| Martin Schoser      | CDU     | 32,4             | 22,6              |
| Judith Hasselmann   | GRÜNE   | 17,3             | 20,9              |
| Katja Hoyer         | FDP     | 6,4              | 14,9              |
| Daniel Schwerd      | PIRATEN | 5,7              | 6,3               |
| Carolin Butterwegge | LINKE   | 2,3              | 2,2               |
| -                   | Andere  | -                | 2,9               |

## Landtagswahl 2010
Wahltag zur Landtagswahl in Nordrhein-Westfalen 2010 war Sonntag, der 9. Mai 2010. Wahlberechtigt waren 105.621 Einwohner. Die Wahlbeteiligung betrug 69,7 Prozent.
| Direktkandidat       | Partei      | Erststimmen in % | Zweitstimmen in % |
| -------------------- | ----------- | ---------------- | ----------------- |
| Martin Schoser       | CDU         | 38,0             | 32,6              |
| Lisa Steinmann       | SPD         | 31,7             | 25,1              |
| Judith Hasselmann    | GRÜNE       | 18,2             | 22,7              |
| Magnus Tessner       | FDP         | 5,1              | 10,1              |
| Carolin Butterwegge  | LINKE       | 3,8              | 4,5               |
| Daniel Schwerd       | PIRATEN     | 1,7              | 1,7               |
| Hans-Martin Breninek | Pro NRW     | 1,3              | 1,3               |
| Mario Wuthe          | BüSo        | 0,1              | 0,1               |
| René Kummer          | Freie Union | 0,1              | 0,0               |
| -                    | Sonstige    | -                | 1,9               |

## Landtagswahl 2005
Wahlberechtigt waren 99.298 Einwohner.
| Direktkandidat        | Partei         | Stimmen in % |
| --------------------- | -------------- | ------------ |
| Franz-Josef Knieps    | CDU            | 40,5         |
| Tayfun Keltek         | SPD            | 31,6         |
| Edith Müller          | GRÜNE          | 13,7         |
| Hans-Hermann Stein    | FDP            | 10,0         |
| Axel Krämer           | WASG           | 1,2          |
| Paul Schäfer          | PDS            | 1,0          |
| Herbert-Aurel Görgen  | GRAUE          | 1,0          |
| Bernd Moser           | REP            | 0,6          |
| Ingulf-Michael Andres | ödp            | 0,2          |
| Benedikt Fuchs        | Einzelbewerber | 0,2          |
| Erhard Golla          | BüSo           | 0,1          |